# البزة (نهم)

تعديل مصدري - تعديل

البزة هي إحدى قرى عزلة عيال غفير بمديرية نهم التابعة لمحافظة صنعاء، بلغ تعداد سكانها 200 نسمة حسب تعداد اليمن لعام 2004.